# Нови-Сад (аэропорт)
Но́ви-Сад — аэропорт близ административного центра автономного края Воеводины.
Аэропорт расположен в 16 км севернее Нови-Сада около деревни Ченей к востоку от трассы Белград—Хоргош.
С 1994 года планируется строительство современного аэропорта с асфальтовой полосой около 2,5 км, но покрытие ВПП является травяным, и аэропорт может обслуживать в основном внутренние авиарейсы.
5 апреля 2012 года правительство Воеводины приняло план развития аэропорта, предусматривающий строительство нового терминала к 2015 году. Планировка терминала, как и других часте аэропорта, основана на модели аэропорта Тиват в Черногории. Общий объем инвестиций в проект составил около 20 миллионов евро.
К 2021 году обсуждался план аэропорта, который предполагает возрождение пассажирского движения.
В 2023 году управление гражданской авиации приняло решение о временном запрете на использование аэропорта наряду с четырьмя другими по причине нарушения правил операторами аэропорта.